# (1084) Tamariwa
(1084) Tamariwa – planetoida z pasa głównego asteroid okrążająca Słońce w ciągu 4 lat i 151 dni w średniej odległości 2,69 au. Została odkryta 12 lutego 1926 roku w Obserwatorium Simejiz na górze Koszka na Półwyspie Krymskim przez Siergieja Bielawskiego. Nazwa planetoidy pochodzi od Tamary Iwanowej (ros. Тамара Иванова, 1912–1936) – radzieckiej spadochroniarki, która zginęła tragicznie razem z Ljubą Berlin podczas ćwiczebnego skoku z dużej wysokości z opóźnionym otwarciem spadochronów. Przed nadaniem nazwy planetoida nosiła oznaczenie tymczasowe (1084) 1926 CC.